# Faßberg
Faßberg là một đô thị ở huyện huyện Celle, trong bang Niedersachsen, nước Đức. Đô thị Faßberg có diện tích 102 km². Đô thị này có cự ly khoảng 35 km về phía bắc Celle, và 30 km về phía tây Uelzen.